# Roseville, Kalifornija
Roseville (doslovce: Ružograd) kalifornijski je grad na širem gradskom području Sacramenta. Nalazi se u okrugu Placer. Prema popisu stanovništva iz 2010. u njemu je živjelo 118.788 stanovnika. Leži na prometnici Interstate 80, oko 150 km sjeveroistočno od San Francisca i oko 600 km sjeverozapadno od Los Angelesa.
U gradu svoju podružnicu ima tvrtka Hewlett-Packard, koja zapošljava 3200 radnika. Trgovina je također jedna od značajnijih djelatnosti; grad se smatra shopping središtem ovoga dijela Kalifornije.

## Vanjske poveznice
- Službena stranica (engl.)